# 格拉馬洛特
7°55′39″N 72°45′14″W / 7.92750°N 72.75389°W

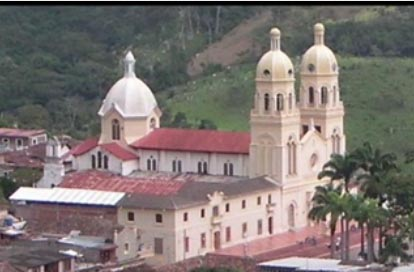

格拉馬洛特是哥倫比亞的城鎮，位於該國東北部，由北桑坦德省負責管轄，始建於1857年，面積145平方公里，海拔高度1,208米，主要經濟活動是農業，2005年人口6,233。

## 外部連結
- （西班牙文） Government of Norte de Santander - Gramalote
- （西班牙文） Gramalote official website
- （西班牙文） El Tiempo article on the town's imminent destruction